# Kjerag
Kjerag ou Kiragg est une montagne de Norvège située dans la commune de Forsand, dans le Ryfylke, dans le comté de Rogaland.
Le sommet culminant à 1 110 mètres d'altitude est une destination appréciée des randonneurs en raison de sa vue sur le Lysefjord en contrebas et par sa falaise abrupte qui en fait un lieu propice au base-jump. Sur ses pentes se trouve le Kjeragbolten, un rocher coincé dans une anfractuosité de la montagne.

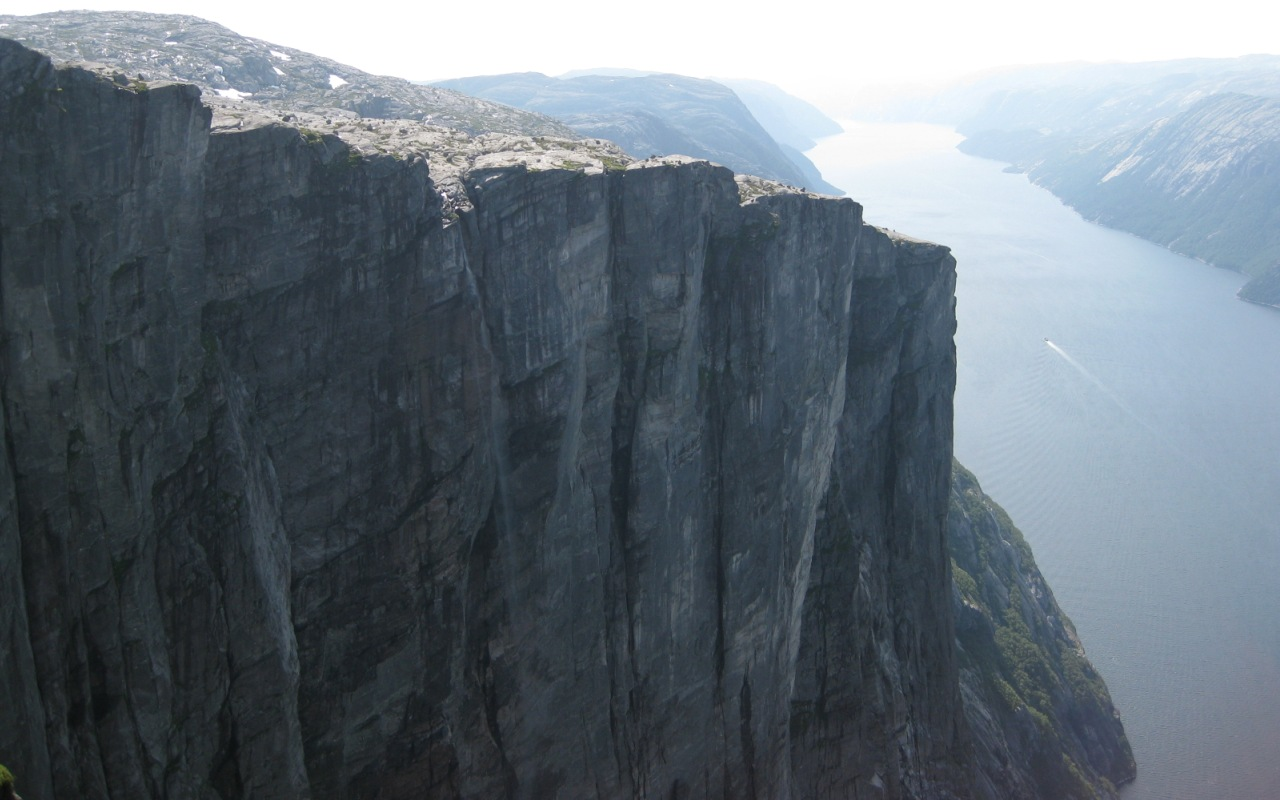
Vue des falaises du Kjerag dominant le Lysefjord.

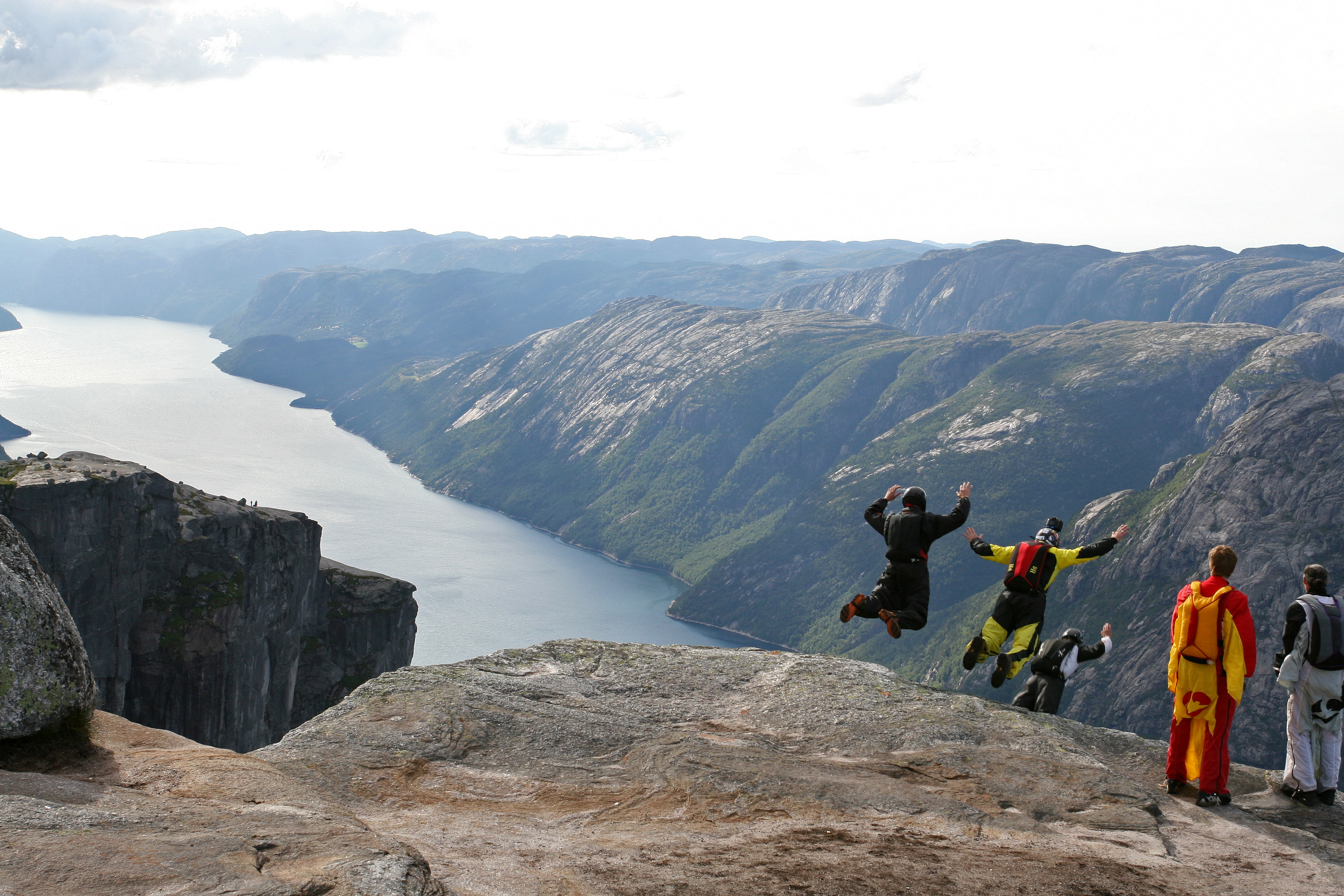
Base-jump au Kjerag.

Il fait face au Preikestolen.